# Tvååkers landskommun
Tvååkers landskommun var en tidigare kommun i Hallands län. 

## Administrativ historik
Den inrättades i Tvååkers socken i Himle härad i Halland när 1862 års kommunalförordningar trädde i kraft 1863. 
Vid kommunreformen 1952 bildade den storkommun genom sammanläggning med Dagsås, Sibbarp och Spannarp.
Sedan 1971 tillhör området Varbergs kommun.
Kommunkoden 1952-1970 var 1323.

### Kyrklig tillhörighet
I kyrkligt hänseende tillhörde kommunen Tvååkers församling. Den 1 januari 1952 tillkom församlingarna Dagsås, Sibbarp och Spannarp.

## Geografi
Tvååkers landskommun omfattade den 1 januari 1952 en areal av 155,20 km², varav 147,67 km² land.

### Tätorter i kommunen 1960
I Tvååkers landskommun fanns tätorten Tvååker, som hade 890 invånare den 1 november 1960. Tätortsgraden i kommunen var då 21,7 procent.

## Politik

### Mandatfördelning i valen 1938-1966
| 5 | 5 | 15 |

| 22 |

| 5 | 4 | 16 |

| 22 |

| 4 | 4 | 17 |

| 21 | 4 |

| 6 | 23 | 3 | 3 |

| 31 |

| 8 | 20 | 4 | 3 |

| 29 | 6 |

| 6 | 23 | 2 | 4 |

| 30 | 5 |

| 7 | 21 | 3 | 4 |

| 28 | 7 |

| 7 | 21 | 3 | 4 |

| 28 | 7 |